# غواه كوه (دجغان)
غواه کوه (بالفارسية: گواه کوه) هي قرية تقع في إيران في قسم دجغان الريفي. يقدر عدد سكانها بـ 113 نسمة .